# فرانك إليوت (دراج)
فرانك إليوت (بالفرنسية: Frank Elliott)‏ (و. 1911 – 1964 م) هو راكب دراجة هوائية كندي، ولد في فانكوفر، شارك في الألعاب الأولمبية الصيفية 1932، توفي عن عمر يناهز 53 عاماً.

## سباقات أو مراحل فاز بها
| التاريخ | السباق | المركز |
| ------- | ------ | ------ |

## روابط خارجية
- فرانك إليوت على موقع أرشيف الدراجات (الإنجليزية)
- فرانك إليوت على موقع أوليمبيديا (الإنجليزية)